# パウル・アントン・エステルハージ
パウル・アントン・エステルハージ（Paul Anton, Fürst Esterházy de Galantha, 1786年3月11日 - 1866年5月21日）は、ハンガリーの外交官。ハンガリー語ではエステルハージ・パール・アンタル(Eszterházy Pál Antal)。
エステルハージ・ミクローシュの子。母はリヒテンシュタイン侯フランツ・ヨーゼフ1世の娘マリア・ヨーゼファ。クレメンス・メッテルニヒの部下であった。1848年にバッチャーニ・グスターフ内閣の外相となり、オーストリア政府との妥協を図ったが不成功に終り、同年の独立戦争（1848年革命）の勃発により辞職。戦後もオーストリア・ハンガリー間の妥協につとめた。学芸のパトロンでもあった。
ハンガリーのケーキ、エスターハージートルテはパウル・アントン・エステルハージにちなんで名づけられた。